# Sultopride

Visualisation 3D de la molécule sultopride.

Le sultopride (vendu sous les marques Barnétil, Barnotil ou encore Topral) est un médicament antipsychotique de la classe des benzamides.
Ce médicament n'a pas été commercialisé dans tous les pays, il a été retiré du marché dans d'autres où il avait pu être utilisé.